# Johan Gijsbert Verstolk van Soelen
 (mai 2014).
Si vous disposez d'ouvrages ou d'articles de référence ou si vous connaissez des sites web de qualité traitant du thème abordé ici, merci de compléter l'article en donnant les références utiles à sa vérifiabilité et en les liant à la section « Notes et références ».
Johan Gijsbert, baron Verstolk van Soelen (Rotterdam, 16 mars 1776 – Zoelen, 3 novembre 1845) est un homme politique néerlandais.

## Biographie
Verstolk étudie à Göttingen et à Kiel le droit et les sciences politiques. Après un voyage dans le nord de l’Europe, il vit longtemps en Angleterre et retourne aux Pays-Bas en 1801.  
En 1811, après l'annexion du Royaume de Hollande à la France, il devient préfet de la Frise. Il quitte son poste à la fin de 1813, après le départ des Français de Hollande et le retour du prince d'Orange.
De 1825 à 1841, sous le règne de ce dernier devenu Guillaume Ier, il est ministre des Affaires étrangères des Pays-Bas.